# Johan Groth
Carl Johan Groth, född 19 oktober 1961 i Oscars församling, Stockholm, är en svensk ingenjör och forskare.
Groth arbetar som kanslichef vid Sverok - spelhobbyförbundet och har tidigare varit verksam vid bland annat Kungliga Tekniska Högskolan,  Utbildningsdepartementet, Skolverket, Riksdagen, Kungliga Musikhögskolan, Myndigheten för samhällsskydd och beredskap och Riksförbundet Unga Musikanter.

## Biografi
Groth är son till professor Carl-Gustav Groth och montessoriläraren Birgit, född Hammargren, samt bror till Magnus Groth. Groth har studerat till civilingenjör med inriktning mot teknisk fysik vid Kungliga Tekniska Högskolan. Efter avslutade studier blev Groth doktorand inom området matematiska och numeriska modeller av (homogen) turbulens. Forskningen fokuserade bland annat på metoder för att dämpa turbulens med hjälp av galler och nät, hur Reynolds stress-ekvationerna kan modelleras för att ta hänsyn till anisotropin i de dissipativa skalorna och på hur den långsamma trycktöjningstermen bör modelleras. Han blev teknologie doktor år 1991 med avhandlingen On the modelling of homogeneous turbulence. 
Groth har bland annat arbetat som departementssekreterare på Utbildningsdepartementet, expert på Skolverket, sakkunning i utbildnings- och forskningsfrågor på Moderaternas riksdagskansli,  COO på Interactive Institute, förvaltningsråd på Kungliga Musikhögskolan i Stockholm, verksamhetsutvecklare på Myndigheten för samhällsskydd och beredskap, organisationsutvecklare på Riksförbundet Unga Musikanter och kanslichef på Sverok där han tidigare varit förbundssekreterare.
Under sin tid på Utbildningsdepartementet 1994 och Skolverket 1995–1999 var Groth engagerad i arbetet med att introducera Internet i den svenska skolan. 
I mars 2011 tog Groth tillsammans med Tobias Landén initiativ till hashtaggen #merkateder på Twitter. Taggen var en reaktion på ett utspel av utbildningsminister Jan Björklund om behovet av mer katederundervisning i skolan. Genom #merkateder skapades en intensiv debatt om skolan på Twitter och i bloggar. Debatten fortsatte fram till cirka 2015 under namnet Skollyftet.
Johan Groth är gift med Kristina Groth, född Nedlich (född 1963), och bosatt i Djursholm.

## Förtroende- och styrelseuppdrag
Groth har medverkat som expert i flera offentliga utredningar och kommittéer inom området IT i skolan . Han har varit expert i den offentliga utredningen om framtidens stöd till konsumenterna och medlem i regeringens programråd för ett nationellt skogsprogram. Groth var under flera år medlem i programrådet för Gilla Din Ekonomi, ett nätverk bestående av myndigheter, organisationer och företag som samarbetar i frågor om folkbildning inom privatekonomi.
Groth har tidigare varit ordförande i Sveriges Film- och Videoförbund, Ax - kulturorganisationer i samverkan och ledamot i Swedish China Trade Council.
Under perioden från oktober 2012 till december 2014 var Groth engagerad i Moderaterna och satt i Kultur- och fritidsnämnden i Danderyds kommun . Han är idag partipolitiskt obunden.
I samband med corona-epidemin under 2020-2021 var Groth aktiv i arbetet med att utveckla nya arbets- och mötesformer för digitala beslutsmöten. Tillsammans med Anna Bergkvist publicerade Groth i början på 2021 boken Digitala årsmöten som sammanfattar erfarenheter och insikter från fler än 100 genomförda digitala årsmöten.

## Utmärkelser
- Kungliga Patriotiska sällskapets medalj  i guld för betydande gärning (PatrSstGM, 2016)[37]
- Integralorden, Fysiksektionens, Tekniska Högskolans Studentkår, medalj för stora insatser för sektionens bästa (1989)[38]